# Leah Striker

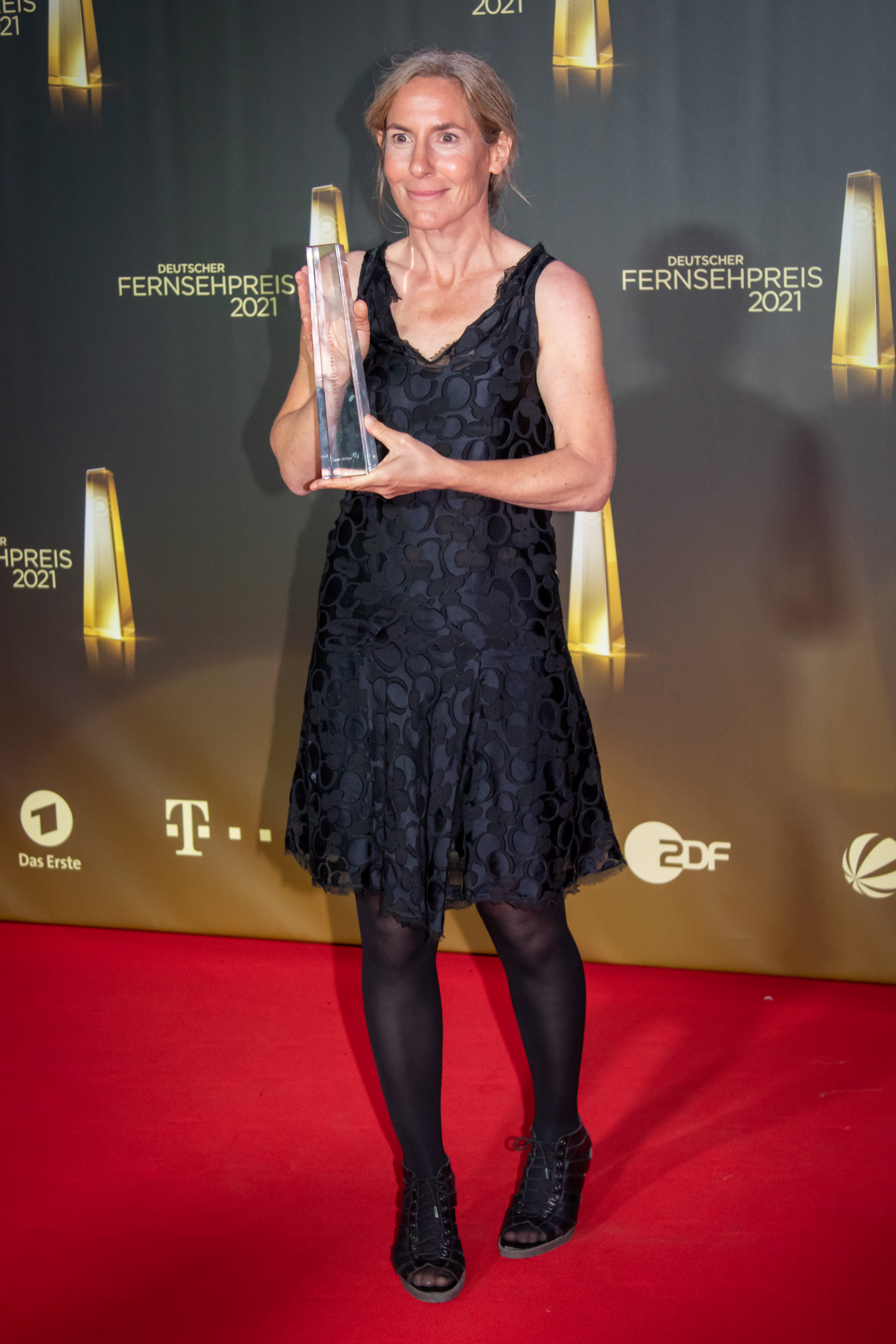
Leah Striker mit dem Deutschen Fernsehpreis 2021

Leah Striker (* 13. Juni 1973 in Göttingen, Niedersachsen) ist eine US-amerikanische Kamerafrau beim Film, die rund 30 Filmproduktionen betreute, darunter Kinofilme wie Wolfskinder, Stiller Sommer, Die Kleinen und die Bösen, Krieg oder Endzeit.

## Leben und Karriere
Die in Göttingen geborene US-Amerikanerin Leah Striker studierte Kamera am American Film Institute in Los Angeles und machte 2005 dort ihren Abschluss. Striker, die sowohl in Europa als auch in anderen Teilen der Welt arbeitete, begann ihre Laufbahn im Jahr 2000 als Assistenz-Kamerafrau und Camera Operator. Seit 2005 betreut sie auch Kurz-, Spiel- und Fernsehfilme als hauptberufliche Kamerafrau. Ihre Filme liefen auf internationalen Festivals, darunter auf der Biennale in Venedig oder der Berlinale. Zu ihren Kinofilmen zählen Mein Freund aus Faro und Stiller Sommer für Regisseurin Nana Neul, Wolfskinder und Krieg für Regisseur Rick Ostermann, Die Kleinen und die Bösen für Regisseur Markus Sehr, Im Todestrakt für Regisseur Oliver Schmitz oder Endzeit für Regisseurin Carolina Hellsgård.
Leah Striker ist Mitglied der Deutschen Filmakademie und lebt in Berlin.

## Filmografie (Auswahl)

### Kino
- 2008: Mein Freund aus Faro
- 2013: Wolfskinder
- 2013: Stiller Sommer
- 2015: Die Kleinen und die Bösen
- 2016: Im Todestrakt (Shepherds and Butchers)
- 2017: Krieg
- 2018: Endzeit
- 2021: Freunde
- 2023: Ponyherz – Wild und Frei

### Fernsehen
- 2009: Das Wartezimmer (Fernsehserie, 3 Episoden)
- 2015: Mordshunger – Verbrechen und andere Delikatessen (Fernsehserie, 1 Episode)
- 2013: Doc Meets Dorf (Fernsehserie, 1 Episode)
- 2016: Im Zweifel (Fernsehfilm)
- 2016: Eine Sommerliebe zu dritt (Fernsehfilm)
- 2016: Volltreffer (Fernsehfilm)
- 2017: Willkommen in der Patchwork-Hölle (Fernsehfilm)
- 2017: Das Pubertier (Fernsehserie, 3 Episoden)
- 2018: Stubbe – Von Fall zu Fall: Tod auf der Insel (Fernsehserie)
- 2019: Polizeiruf 110: Dunkler Zwilling (Fernsehserie)
- 2019: Der Usedom-Krimi: Träume (Fernsehserie)
- 2020: Der Kommissar und die Wut (Fernsehfilm)
- 2021: Unbroken (Miniserie)
- 2021: Tatort: Und immer gewinnt die Nacht
- 2022: Weckschreck (Fernsehserie)
- 2023: Schnee (Fernsehserie)
- 2024: Tatort: Angst im Dunkeln
- 2024: Der Kommissar und die Angst

### Kurz- oder Dokumentarfilme
- 2005: Guilt (Kurzfilm)
- 2006: Die trojanische Kuh (Kurzfilm)
- 2006: Tristesse (Kurzfilm)
- 2012: Maria (Kurzfilm)
- 2012: The Animation Tag Attack (Kurzfilm)
- 2014: 1 Hour in the Life of Mike the Groom (Kurzfilm)
- 2017: Folie Circulaire (Kurzfilm)

## Auszeichnungen
- Deutscher Fernsehpreis 2021 Beste Kamera Fiktion für Unbroken (ZDFneo)